# 第55回世界卓球選手権団体戦
第55回世界卓球選手権団体戦（英: 2020 World Team Table Tennis Championships）は、2020年に韓国の釜山で開催予定であったが、新型コロナウイルスの世界的な流行により中止された大会である。

## 概要
第55回世界卓球選手権団体戦は、2020年3月22日から29日にかけて韓国・釜山で開催予定であったが、同年2月頃からの韓国での新型コロナウイルスの流行を受け、大会直前に3ヶ月後の6月21日～28日への延期が決定された。しかしながら、新型コロナウイルスの流行は世界的に拡大を続け、さらに2度の延期（同年9月、翌年2月）が計画されるも開催の目途が立たず、同年12月22日に開催中止が決定された。なお2024年に改めて釜山で開催されることが2021年11月のITTF総会で決定している（第57回世界卓球選手権団体戦）。

## 日本代表
男子代表は張本智和(5位)、丹羽孝希(12位)、水谷隼(15位)、宇田幸矢(40位)、森薗政崇(47位)の5人。
女子代表は伊藤美誠(3位)、石川佳純(9位)、平野美宇(11位)、佐藤瞳(18位)、早田ひな(23位)の5人。